# La Bandera catalana
La Bandera catalana: setmanari català il·lustrat fou una publicació barcelonina en català de l'etapa de la Renaixença que parlava sobre temes relacionats amb la cultura popular. Pretenia recordar als lectors aquells aspectes culturals que no volien que es perdessin, com per exemple odes a herois del passat, rondalles que s'explicaven antigament o obres arquitectòniques que havien passat a la història. Durant el 1875, any en què tingué vida el setmanari, es van publicar 36 edicions: la primera, el 16 de gener; i l'última, el 25 de setembre.
Alguns dels redactors i col·laboradors de la revista foren els directors, Antoni Careta i Vidal i Josep Fité i Inglés, i personatges com Eudald Canivell, Àngel Guimerà o Artur Masriera, entre d'altres.

## Naixement
Aquest setmanari fou fundat i dirigit per dues persones: Antoni Careta i Vidal (1843-1924), escriptor i poeta català; i Josep Fité i Inglés (1857-1915), escriptor i brodador català. Tal com pregona l'editorial fundacional de la publicació, l'objectiu de La Bandera catalana consisteix en dá mes pompa y més ufana á la llengua que ab tant de amor y profit conrearen Jaume Roig, Ausias March, Vicens García y tants altres á quí lo mon al fullejals atmira, y al esmentals respecta.
Cal esmentar que aquesta publicació també té com a fi continuar l'obra que dugué a terme La Rondalla, un setmanari del mateix àmbit publicat entre octubre i desembre de 1874:
Malhauradament habentse deixat de publicar La Rondalla, setmanari que ab lo curt temps que contava de vida se havia ja captat la simpatía de tots los catalans, habém cregut molt convenient dá fí á la obra començada, com es la de instruir al poble deleytantlo; y per eix motiu, avuy, igual que ahí, nos presentém al públich sens orgull, sens pretensions.
La Bandera catalana s'editava en català i es publicava a Barcelona. L'impressor de les vint-i-dues primeres revistes fou l'Estampa de la Renaixença, i el de les següents catorze, la Impremta d'Espasa Germans i Salvat. Cada publicació contenia una coberta diferent, amb una il·lustració que mostrava un determinat emblema de la cultura catalana. En el primer número, es pot veure un dibuix de l'antiga façana del palau de la Diputació de Barcelona.
La redacció del setmanari es trobava al carrer de Montjuïc del Bisbe, número 3, prop de la Catedral de Barcelona. El preu de la revista era de 2 quartos, i el d'un número enrederit era de 4 quartos. Si te la portaven a domicili costava 4 rals per trimestre (l'equivalent a 34 quartos), i si te l'havien de portar fora de Barcelona tenia un preu de 6 rals al trimestre.

## Història
La Bandera catalana no va patir cap mena de suspensió o censura durant els seus 9 mesos de vida. Es va publicar cada setmana des del 16 de gener, sortint a venda així 3 números el gener, 4 al febrer, 4 al març, 4 a l'abril, 5 al maig, 3 al juny, 5 al juliol, 4 a l'agost i 4 al setembre.
La revista constava de 8 cares, en les quals s'incloïen poesies, rondalles, diàlegs i un apartat anomenat Noves y curiositats, reservat a comentar algunes novetats i dades curioses sobre el món de la cultura, com per exemple l'estrena d'una obra de teatre o el lloc on es va publicar el primer llibre amb gravats de fusta.
Altres seccions que es repetien en cada número eren, en primer lloc, una descripció sobre un emblema arquitectònic, un episodi cultural o un personatge de Barcelona o Catalunya (el mateix que sortia il·lustrat en portada). Les següents seccions eren variades, ja que en cada número s'incloïen escrits diferents, com podien ser rondalles, poesies, efemèrides, romanços, reflexions etc. Tanmateix, a la darrera plana, hi havia un apartat anomenat Xarada que contenia una endevinalla. La resposta d'aquesta es donava sempre al següent número. A partir del número 25 es va acabar la secció.
Una altra secció que també es trobava regularment a la revista era Gra i palla, on es podien llegir diversos acudits populars. Tanmateix, aquest apartat fou substituït a partir de l'edició número 9 per Passatemps, on es plantejaven problemes o jocs que convidaven el lector a participar. Les respostes d'aquests, com en el cas de l'endevinalla, es donaven la setmana següent. A partir del número 15, però, aquesta secció es va suprimir.
Per acabar, en cada edició es reservava un espai al final per respondre la correspondència dels lectors de la revista. En el número 15 (24 d'abril), però, no es va poder incloure aquesta secció, textualment, a causa del molt original de lo present número. Aquest succés es va repetir en el número 20. A partir del número 27, es va deixar de fer.
Com a curiositat, cal dir que en les edicions 20, 22, 26, 30, 31, 35 i 36 no es va incloure una il·lustració en portada (si bé en la 28, en la 31 i en la 35 es va incloure en la cinquena pàgina), tret característic de la revista. A mode d'excusa, la revista va publicar les següents advertències:
| « | Edició 20: Per causas completament agenas á aquesta Redacció nos es avuy de tot punt imposible donar lo grabat que acostumem en cada número, lo que farém en lo número vinent. | » |

| « | Edició 22:Aquesta setmana nos veyém també on lo cas de no poder donar en nostre periódich lo grabat de costum. Creguin nostres costants favoreixedors que sentim verament haver tingut de trencar novament nostre propòsit; empero estiguin en la certesa de que, en avant, no ‘ls mancará lo gravat en cada número. | » |

| « | Edició 26:Pera no retardar la surtida del periódich, no publiquém grabat en aquest número, lo que farém sens falta en la setmana següent. Dispensin nostres suscriptors aquesta falta del tot involuntària. | » |

## Final
La revista va publicar el seu darrer número el 25 de setembre de 1875. A la revista no es parla dels motius pels quals van deixar de publicar, amb la qual cosa les causes de la desaparició es desconeixen. Tan sols apareix el següent anunci, al final de l'última pàgina, en relació amb el tancament de la revista:
| « | llustrada ab magnífichs grabats y contenint travalls de mòlta importancia científica y literaria. 'S trova de venda al prèu de 9 rals una, en lo Passatje de Colon, núm. 3, pis primer, en lo carrer de la Cera, núm. 51, y en lo kiosko del pla de la Boquería. Transcorregut aquest mes 's vendrán á 12 rals la col·lecció | » |

.
Tanmateix, la seva obra cultural i educativa va ser represa l'any 1880 per la revista La Ilustració Catalana, considerada la primera revista gràfica en català publicada a Barcelona. El primer director fou Josep Franquesa i Gomis, i la revista es publicava cada deu/quinze dies.

## Equip
A mode d'exemple, es mostren a continuació els deu primers números de La Bandera catalana, així com aquelles edicions en què no es mostrava una il·lustració en portada i s'avisava als lectors mitjançant un requadre titulat Advertència (és a dir, els números 20, 22 i 26). També apareix en la següent taula el darrer número de la revista, que tampoc conté il·lustració en portada.
| Número     | Sumari | Col·laboradors                                                                                               | Portada i il·lustració                                                                     |
| 1r número  | La Bandera catalana; per La Redacció.– Detall de la antiga façana del palau de la Diputació de Barcelona; per Josep Fité i Inglés.– Llibertinatge i virtut (poesia); per Enrich Franco.– Una ambició castigada; per Antoni Careta i Vidal.– En l'àlbum de la senyoreta Donya E. P. G. de Q. (poesia); per Àngel Guimerà.– Efemèrides de la història de Catalunya; per Josep Fité i Inglés.– Lo remor de la fonteta (poesia); per Rafel Tintoré.– Curiositats i noves.– Gra i palla.- Xarada | Enrich Franco Àngel Guimerà Rafel Tintoré                                                                    | Antiga façana del palau de la Diputació de Barcelona                                       |
| 2n número  | Lo príncep de Viana jurant les lleis de Catalunya en la Seu de Barcelona; per Josep Fité i Inglés.– Jo vull ser mestre en Gay Saber! (poesia); per Antoni Careta i Vidal.– Cartes a un obrer; per Antoni Brossa de Riera.– Penediment (poesia); per Enrich Franco.– La mistayra; per T. de A.– A l'entorn de la llar (poesia); per Rafel Tintoré.– Curiositats i noves.– Gra i palla.– Xarada.– Correspondència.                                                                            | Antoni Brossa de Riera Enrich Franco Rafel Tintoré                                                           | Lo príncep de Viana jurant les lleis de Catalunya en la Seu de Barcelona                   |
| 3r número  | Porta de Santa Maria en lo Born de Barcelona; per Josep Fité i Inglés.– A M... (poesia); per Rafel Tintoré.– Cartes a un obrer; per Antoni Brossa de Riera.– Lo fratricida (poesia); per Enrich Franco.– Marieta; per Pere Aguilera i Solsona.– A un nin (poesia); per Francesc Comerma i Bachs.– Curiositats i noves.– Gra i palla.– Xarada.– Correspondència. | Rafel Tintoré Antoni Brossa de Riera Enrich Franco Pere Aguilera i Solsona Francesc Comerma i Bachs          | Porta de Santa Maria en lo Born de Barcelona                                               |
| 4t número  | Entrada del compte Bara en Barcelona; per F. Rodríguez Masdeu.– Que no 't vull? (poesia); per N. J. Pousan.– Ells i nosaltres; per S. Alsina i Clos.- A una dama desdenyada (poesia); per Enrich Franco.– Efemèrides de la història de Catalunya; per Josep Fité i Inglés.– La tomba i la rosa (poesia); per Joan Estruch.– La filla del marxant; per A. C. i V.– Aubada d'amor (poesia); per A. B. de R.– Curiositats i noves.– Gra i palla.– Xarada.– Correspondència.                    | F. Rodríguez Masdeu N. J. Pousan S. Alsina i Clos Enrich Franco Joan Estruch                                 | Entrada del compte Bara en Barcelona                                                       |
| 5è número  | Porta de la Pietat en la Seu de Barcelona; per J. F. i I.– En Pere IV d'Aragó; per Josep Fité i Inglés.– L'àngel de ma guarda (poesia); per Agna Maria de Vallespir.– Cartes a un obrer; per Antoni Brossa de Riera.– És en va (poesia); per N. J. Pousan.– Marieta (continuació); per Pere Aguilera i Solsona.– Partida del guerrer (poesia); per Josep Garriga.– Curiositats i noves.– Gra i palla.– Xarada.– Correspondència.                                                            | Agna Maria de Vallespir Antoni Brossa de Riera N. J. Pousan Pere Aguilera i Solsona Josep Garriga            | Porta de la Pietat en la Seu de Barcelona                                                  |
| 6è número  | Entrada d'en Cristòfol Colon a Barcelona; per Josep Fité i Inglés.– Banys sobre els jueus en Barcelona; per Andreu Balaguer.– Pobre Mare! (poesia); per Enrich Franco.– Lordey; per Joan Maluquer Viladot.– Innocents (poesia); per Felip de Saleta.– Marieta (acabament); per Pere Aguilera i Solsona.– Alborada (poesia); per Francesc Comerma.– Curiositats i noves.– Gra i palla.– Xarada.– Correspondència.                                                                            | Andreu Balaguer Enrich Franco Joan Maluquer Viladot Felip de Saleta Pere Aguilera i Solsona Francesc Comerma | Entrada d'en Cristòfol Colon a Barcelona                                                   |
| 7è número  | Antiga façana de Sant Pau del Camp en Barcelona; per Pau Gibert i Roig.– Sant Benet de Bages (poesia); per Emili Coca i Collado.– Cartell del Consistori dels Jocs Florals de Barcelona.– Una història misteriosa; per Antoni Careta i Vidal.– Las dugas orfes (poesia); per Rafel Tintoré.– Curiositats i noves.– Gra i palla.– Xarada.– Correspondència. | Pau Gibert i Roig Emili Coca i Collado Rafel Tintoré                                                         | Antiga façana de Sant Pau del Camp en Barcelona                                            |
| 8è número  | Un torneig; per Josep Fité i Inglés.– Fortuny (poesia); per Joaquim Riera.– Una història misteriosa; per Antoni Careta i Vidal.– Avant.– Poesies catalanes; per Josep Roca i Roca.– Pensaments (poesia); per Jaume Martí.– Curiositats i noves.– Gra i palla.– Xarada.– Correspondència. | Joaquim Riera Josep Roca i Roca Jaume Martí                                                                  | Un torneig (de cavallers)                                                                  |
| 9è número  | Lo Monestir i la col·legiata de Santa Ana; per Josep Fité i Inglés.– Una història misteriosa; per Antoni Careta i Vidal.– A unes flors; per N. J. Pousan.– Efemèrides; per Josep Fité i Inglés.– Sisifo; per Oto Graumartí.– La cançó del mestre Jan; per Dolors Mateu.– A Lola B; per Frederic Alohar.– Pensaments; per Jaume Martí.– Consistori dels Jocs Florals.– Curiositats.– Noves.– Passatemps: Problema, Jeroglífic i Xarada.– Correspondència.                                    | N. J. Pousan Oto Graumartí Dolors Mateu Frederic Alohar Jaume Martí                                          | Lo Monestir i col·legiata de Santa Ana                                                     |
| 10è número | Jurament del Duc de Calabria en lo Born de Barcelona; per Josep Fité i Inglés. – Una història misteriosa; per Antoni Careta i Vidal.– Viure d'amor; per Enrich Franco.– Idees diverses; per Joaquim Riera.– La Lluna, per Rosendo Arús i Arderiu.– La Mort d'un ric; per Francisco Manel Pau.– La pau; per Àngel Guimerà.– A Teresoina P; per Francesc Xavier Godó.– Curiositats.– Noves.– Passatemps: Problema, Jeroglífic i Xarada.– Correspondència                                      | Enrich Franco Joaquim Riera Rosendo Arús i Arderiu Francisco Manel Pau Àngel Guimerà Francesc Xavier Godó    | Jurament de lo Duc de Calabria en lo Born de Barcelona                                     |
| 20è número | En Víctor Balaguer; per Josep Fité i Inglés. – L'escola i la civilització; per R. Solanes.– A Balmes (acabament); per Pere Güell i Forment.– Per seguir la rutina; per Antoni Brossa de Riera.– Una pregunta.– Poesies.– A la Lluna; per Enrich Franco.– A Barcelona; per F. Amat.– Noves.– Xarada.– Advertència. | R. Solanes Pere Güell i Forment Antoni Brossa de Riera Enrich Franco F. Amat                                 | Advertència importantíssima, senyal que aquell dia no es va poder incloure la il·lustració |
| 22è número | Advertència.– La dona; per R. Solanes.– Societat del Born. Carnaval de 1876. Núm. 1.– Poesies.– A ells! (sonet); per J. Garriga i Lliró.– Tu i jo; per J. Comabella.– Amor d'hivern; per Francisco Llenas.– Curiositats.– Noves.– Xarades.– Correspondència. | R. Solanes J. Garriga i Lliró J. Comabella Francisco Llenas                                                  | Advertència                                                                                |
| 26è número | Advertència. – La universitat de Lleida; per Josep Pleyan de Porta.– La Mainadera; per Francesc Pelay Briz.– Poesies.– Doble cançó; per Joaquim Riera i Bertran.– L'esperit del segle; per Emili Coca i Collado.– Curiositats.– Noves. | Josep Pleyan de Porta Francesc Pelay Briz Joaquim Riera i Bertran Emili Coca i Collado                       | Advertència                                                                                |
| 36è número | Notes històriques sobre un retaule català; per Andreu Balaguer i Merino.– La donzella esquerpa; per Antoni Careta i Vidal.– Efemèrides de la història de Catalunya; per Josep Fité i Inglés.– Poesies: La noia valenciana; per Francesc Pelay Briz.– Curiositats.– Noves.– Reclams. | Andreu Balaguer i Merino Francesc Pelay Briz                                                                 | Última portada de La Bandera catalana                                                      |